# Von Tunzelmann Point
Von Tunzelmann Point är en udde i Antarktis. Den ligger i Östantarktis. Nya Zeeland gör anspråk på området.
Terrängen inåt land är kuperad österut, men åt sydost är den bergig. Havet är nära Von Tunzelmann Point åt nordväst. Trakten är obefolkad. Det finns inga samhällen i närheten.